# 生春巻き

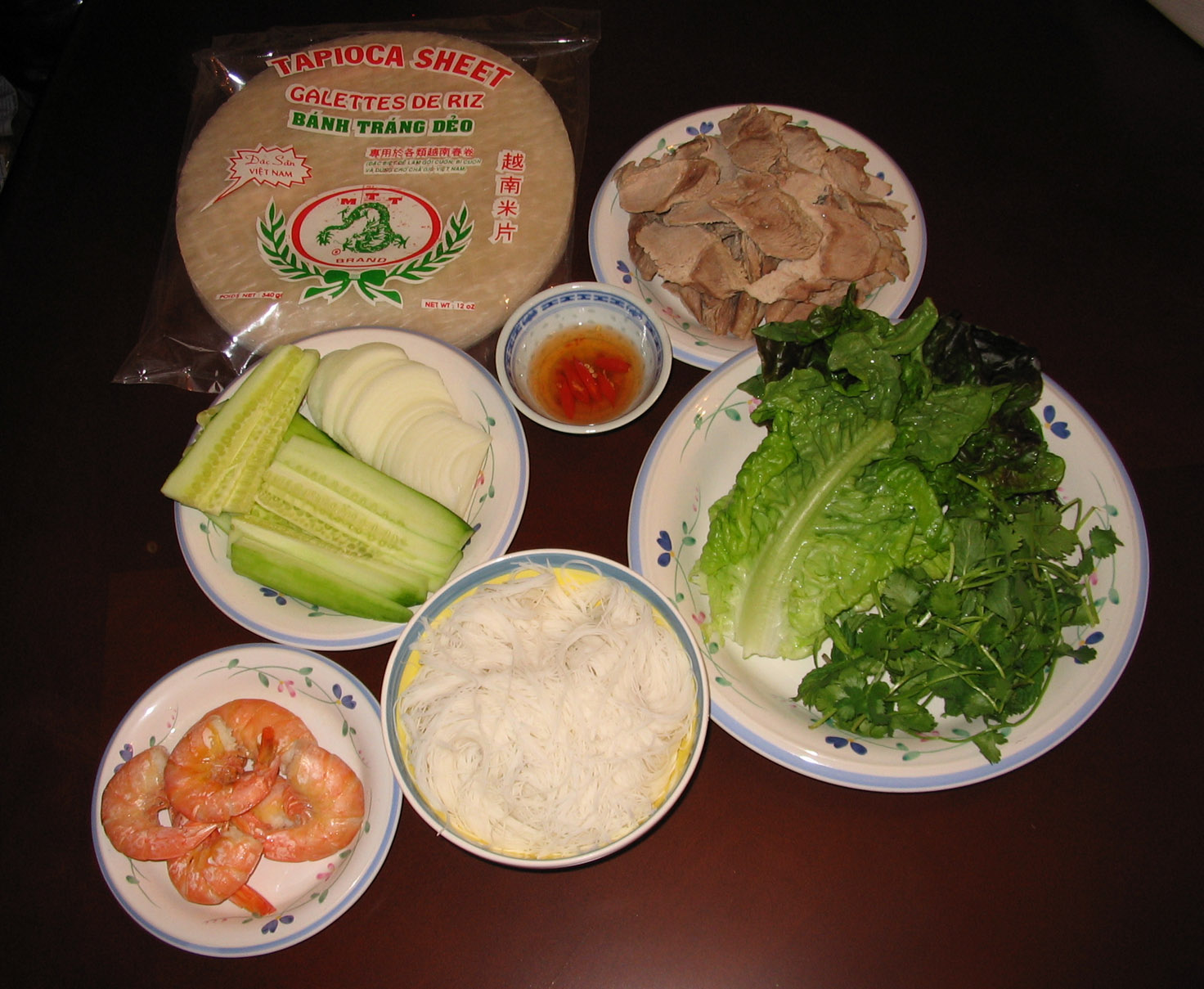
材料

生春巻き（なまはるまき、ベトナム語: Gỏi cuốn〈ゴイ・クオン〉または Nem cuốn〈ネム・クオン〉）は、ライスペーパーでエビや野菜、ゆでた豚肉などを巻いたベトナム料理である。ヌクチャムやスイートチリソースにつけて食べられる。「Gỏi cuốn」は「包んだ（野菜や魚介の）和え物」の意である。
中国が発祥の揚げ春巻きとは、材料・調理・味覚のいずれにおいても異なる。中国語でも生春巻きは「ベトナム春巻き」（中国語: 越南春卷）または「夏巻き」（中国語: 夏卷）と呼ばれ区別されている。また、英語でも中国の揚げ春巻きが「spring roll」と呼ばれるのに対し、生春巻きは「summer roll」と呼ばれている。南部では屋台で食べられる軽食やおやつ扱いであり、レストラン等では外国人客向けの中級・上級店で供される。
また現地の家庭料理では、手巻き寿司のように各自で巻くスタイルになる。また米粉麺のブンを挟んで食べるため、ご飯と一緒に食べることは少ない。